# Raymond I av Toulouse
Raymond I av Toulouse, död 877, var regerande greve av Toulouse mellan 852 och 865.